# Svijany
Svijany (deutsch Swijan) ist eine Gemeinde in Tschechien. Sie liegt acht Kilometer westlich von Turnov und gehört zum Okres Liberec. Bekannt ist der Ort vor allem durch das Brauereiunternehmen Pivovar Svijany, die eine der ältesten in Tschechien ist, sowie die Schlacht bei Podol.

## Geographie
Svijany befindet sich am rechten Ufer der Jizera unterhalb der Einmündung der Příšovka in der Turnovská pahorkatina (Turnauer Hügelland). Südlich liegen die Felslandschaften des Böhmischen Paradieses. Svijany liegt an der Schnellstraße R 10 / E 65 und der Bahnstrecke Prag–Turnov, an der die nächste Bahnstation in Příšovice liegt.
Nachbarorte sind Svijanský Újezd und Vitanovice im Norden, Pěnčín und Čtveřín im Nordosten, Příšovice und Podolí im Osten, Mokrý, Ploukovice, Všeň und Břehy im Südosten, Doubrava und Dařenice im Süden, Loukov und Loukovec im Südwesten, Kyjov und Koryta im Westen sowie Sezemice, Jirsko 1. díl, Jirsko 2. díl und Močítka im Nordwesten.

## Geschichte

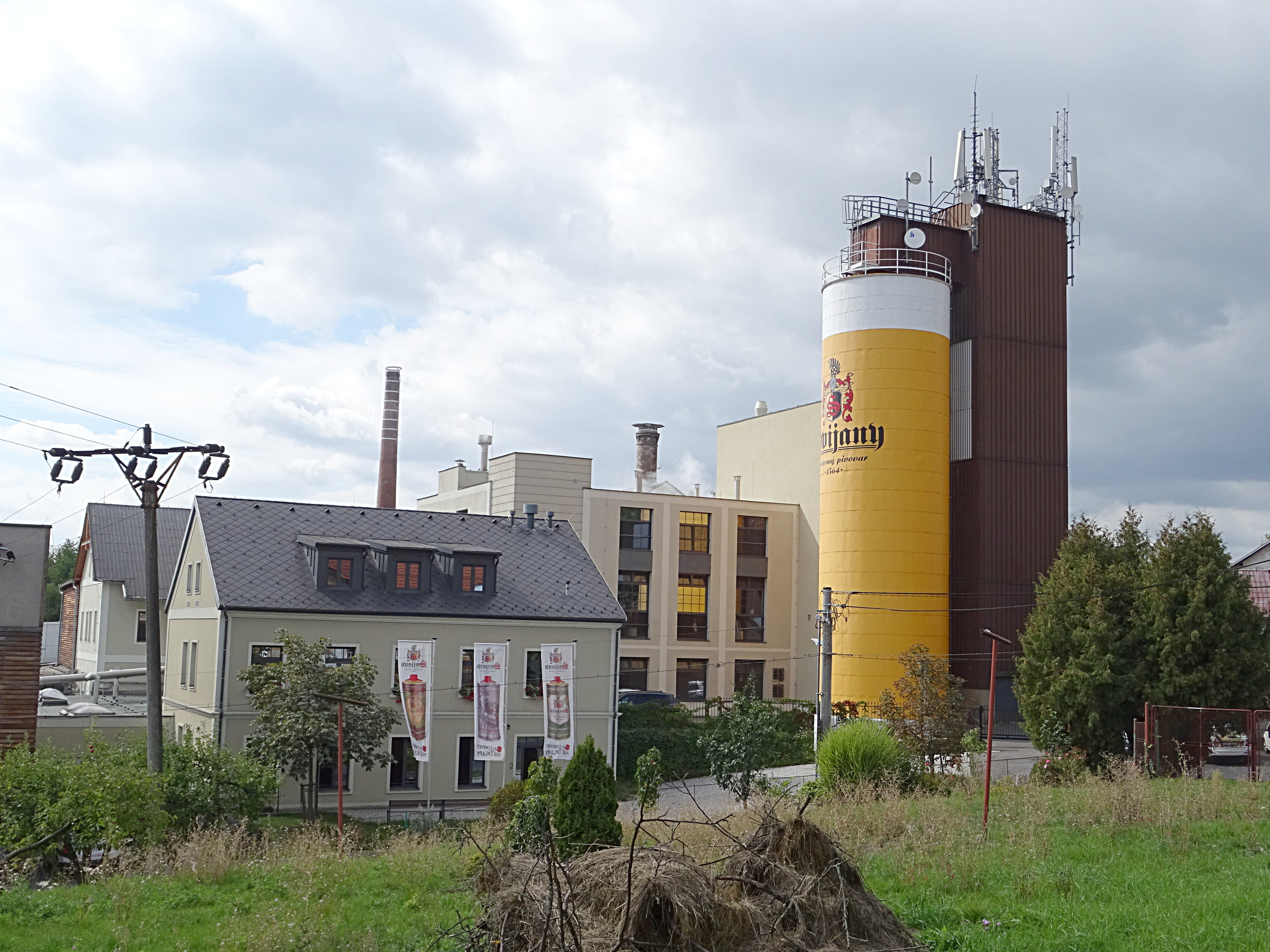
Brauerei Svijany

Anhand archäologischer Funde lässt sich eine Besiedlung der Gegend bis zur Jungsteinzeit nachweisen. Nach 1145 gehörte das Gebiet zu den Besitzungen des Klosters Hradiště, das an der Iser einen Wirtschaftshof errichtete. Es wird angenommen, dass die Mönche auf dem Hof ein größeres Rudel Schweine hielten und sich der Name des Dorfes davon ableitet. Am 23. August 1345 erfolgte die erste schriftliche Erwähnung, als der Bruder Nikolaus als grangiarius (Verwalter) in Swinian genannt wurde. 1417 verkaufte das Kloster den Hof an Heinrich von Wartenberg mit dem Recht des Heimfalls nach dem Tode. Nach der Zerstörung des Klosters durch die Hussiten wurde Svijany zunächst von den Taboriten, dann den Orebiten und ab 1424 von Jan Žižka besetzt. Im Jahre 1437 löste Kaiser Sigismund den Hof Svinary zusammen mit dem Gerichtsdorf Jenišovice und weiteren Ortschaften von den Klostergütern los und übergab ihn an Hynek von Waldstein. 1468 zogen deutsche Heere durch das Dorf, die die böhmischen Katholiken im Kampf gegen Georg von Podiebrad unterstützten. Am 4. Juni 1468 durchstachen böhmische Truppen unter Jindřich von Michlovice die Dämme der Teiche, um so das Lager ihrer Gegner bei Březina zu überfluten; anschließend fielen sie über die Ertrinkenden her.
1534 kaufte Johann von Wartenberg auf Zvířetice und Hrubý Rohozec den Hof von Wolf Kraiger von Kraigk. Er vergrößerte die Herrschaft und kaufte zwei Jahre später von Karl von Waldstein das Gut Skal, das danach als Wartenberger Skal (Skály vartenberské) bezeichnet wurde. Svijany wurde Teil der vereinigten Herrschaft Wartenberger Skal und Groß Rohosetz. Johanns Sohn Adam von Wartenberg erwarb 1564 das Braurecht und ließ in Svijany eine Brauerei errichten. Im Jahre darauf erfolgte eine Erbteilung zwischen den Söhnen Adams, bei der Svijany an Jaroslav von Wartenberg fiel. Dieser ließ 1578 auf einer Anhöhe über der Iser ein zweiflügeliges Renaissanceschloss errichten, das er zu seinem Sitz machte. Nach seinem Tode erbte seine Witwe, Anna Katharina Smiřický von Smiřice, die Herrschaft und brachte sie 1614 in ihre zweite Ehe mit Joachim Andreas von Schlick ein. Schlick wurde 1621 als Anführer des Ständeaufstandes in Prag hingerichtet und seine Güter 1622 an Albrecht von Waldstein verkauft. Die Waldsteiner erhielten aus den nach der Ermordung Wallensteins konfiszierten Gütern Münchengrätz und Swijan zurück und hielten die Herrschaft bis 1820. In den Jahren 1775, 1794 und 1818 kam es zu Aufständen der Untertanen gegen die Grafen von Waldstein. Nachdem Fürst Charles Alain de Rohan 1820 die Herrschaft Swijan gekauft hatte, vereinigte er sie mit Sychrov. Unter den Fürsten Rohan wurde das Schloss rekonstruiert.
Nach der Aufhebung der Patrimonialherrschaften bildete Svijany ab 1850 einen Ortsteil der Gemeinde Podolí im politischen Bezirk Turnov. Während des Deutschen Krieges kam es am 26. Juni 1866 an der Iser zur Schlacht bei Podol und Swijan. Im Jahre 1877 entstand die Freiwillige Feuerwehr Podol-Swijan. Im Jahre 1890 hatte Swijan 502 Einwohner und in Podol lebten 280 Menschen. 1910 bestand Podolí aus 38 Wohnhäusern und Svijany aus 30. Zusammen lebten in der Gemeinde Podolí 502 Einwohner, die durchweg Tschechen waren. Bis 1914 war die Einwohnerzahl auf 490 zurückgegangen. Ab 1921 bildete Svojany eine eigene politische Gemeinde. 1924 entstand bei Podolí eine Eisenbetonbrücke über die Iser. Am 20. April 1929 erfolgte der Zusammenschluss der Gemeinden Podolí und Svijany zur Gemeinde Svijany. Im Jahr darauf wurde der Beschluss zum Bau einer neuen Schule gefasst, der 1932 realisiert wurde. 1930 lebten in den 66 Wohnhäusern der Gemeinde 432 Menschen. Zum Ende des Zweiten Weltkrieges kamen im März 1945 Flüchtlingstrecks aus Schlesien ins Dorf, und die Wehrmacht errichtete Befestigungsanlagen gegen die nachrückende Rote Armee. 1950 bestand die Gemeinde aus 73 Wohnhäusern und hatte 326 Einwohner. Im Jahre 1976 erfolgte die Eingemeindung nach Příšovice. Seit 1990 besteht die Gemeinde Svijany wieder. In den Jahren 1941, 1978, 2000 und 2006 wurden Teile des Dorfes durch Hochwasser der Iser überflutet.

## Gemeindegliederung
Für die Gemeinde Svijany sind keine Ortsteile ausgewiesen. Grundsiedlungseinheiten sind Podolí (Podol) und Svijany (Swijan).

## Sehenswürdigkeiten

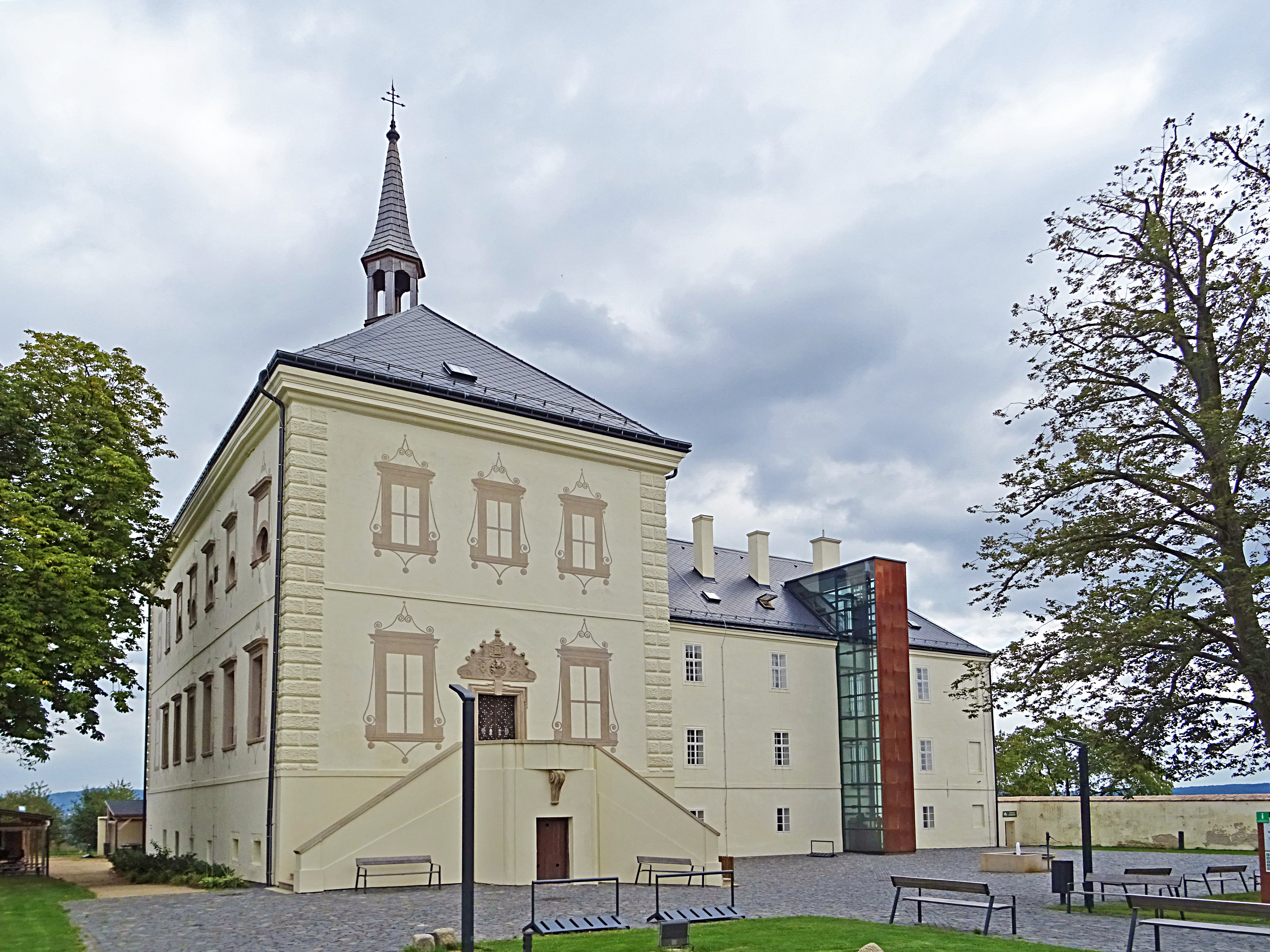
Schloss Svijany

- Schloss Svijany, erbaut 1565 für die Herren von Wartenberg und zwischen 1768 und 1789 durch die Waldsteiner umgebaut. 1768 wurde die Schlosskapelle geweiht.
- Naturschutzgebiet Bažantnice u Loukova, südwestlich des Dorfes an der Jizera
- Statue des hl. Johannes von Nepomuk, geschaffen 1733
- Statue des hl. Antonius von Padua, aus dem Jahre 1741
- Mühle an der Iser, zu den Besitzern der 1420 errichteten herrschaftlichen Mühle gehörte u. a. Michal Mácha, ein Bruder von Karel Hynek Mácha. Nachdem die alte Mühle 1938 abgebrannt war, erfolgte der Wiederaufbau als moderne industrielle Anlage.